# Glaphyriinae
Die Glaphyriinae sind eine Unterfamilie der Crambidae innerhalb der Ordnung der Schmetterlinge. Derzeit sind insgesamt etwa 200 Arten bekannt. Nur eine Gattung kommt mit einer Art auch in Europa vor.

## Merkmale
Die Glaphyriinae werden durch Merkmale des männlichen Genitalapparates als Monophylum ausgewiesen.

## Lebensweise
Die Vertreter der Unterfamilie Glaphyriinae haben sich eine Vielzahl an Lebensräume erschlossen. Darunter sind unter anderem Blattwickler, Minierer in Kakteen, Parasiten auf anderen Raupen und Bewohner von Wespennestern.

## Systematik
Zur Unterfamilie Glaphyriinae werden heute auch die früher selbständigen Unterfamilien Alatuncusiinae und Dichogaminae gerechnet. In Mitteleuropa kommt nur eine Gattung und Art vor. Sie ist ein fast überall auf der Welt vorkommender Schädling an Kreuzblütlern.
- Hellula undalis Guenée, 1854